# Language Science Press
A Language Science Press é uma imprensa editorial alemã radicada em Berlim, Alemanha, especializada na publicação científica em acesso aberto de monografias linguísticas. Originou-se como uma resposta às praticas comerciais das imprensas editoriais tradicionais, que eram percebidas negativamente da comunidade linguística.